# Calpurnius
Calpurnius var en fornromersk, ursprungligen plebejisk släkt, som senare, särskilt inom grenen Piso, nådde stor betydenhet.

## Kända medlemmar
- Calpurnia, Cæsars sista gemål
- Gaius Calpurnius Piso (konsul 180 f.Kr.), romersk politiker
- Gaius Calpurnius Piso (konsul 67 f.Kr.),  romersk politiker
- Gaius Calpurnius Piso (konsul 41 e.Kr.),  romersk politiker
- Gaius Calpurnius Piso (konsul 111 e.Kr.),  romersk politiker
- Gaius Calpurnius Piso Frugi, romersk politiker, quaestor 58 f.Kr.
- Gnaeus Calpurnius Piso (konsul 139 f.Kr.), romersk politiker
- Gnaeus Calpurnius Piso (konsul 23 f.Kr.),  romersk politiker
- Gnaeus Calpurnius Piso (konsul 7 f.Kr.), romersk politiker
- Lucius Calpurnius Piso (praetor), romersk politiker
- Lucius Calpurnius Piso (konsul 1 f.Kr.), romersk politiker
- Lucius Calpurnius Piso (konsul 27 e.Kr.), romersk politiker
- Lucius Calpurnius Piso (konsul 57 e.Kr.), romersk politiker
- Lucius Calpurnius Piso (konsul 175 e.Kr.), romersk politiker
- Lucius Calpurnius Piso Caesoninus (konsul 148 f.Kr.), romersk politiker
- Lucius Calpurnius Piso Caesoninus (konsul 112 f.Kr.), romersk politiker
- Lucius Calpurnius Piso Caesoninus (konsul 58 f.Kr.), romersk politiker
- Lucius Calpurnius Piso Caesoninus (konsul 15 f.Kr.), romersk politiker
- Lucius Calpurnius Piso Frugi, romersk politiker och historiker
- Lucius Calpurnius Piso Frugi Licinianus, romersk politiker
- Marcus Calpurnius Piso, romersk politiker
- Quintus Calpurnius Piso, romersk politiker, konsul 135 f.Kr.
- Titus Calpurnius Siculus, romersk poet
- Lucius Calpurnius Bestia, romersk politiker, konsul 111 f.Kr.
- Marcus Calpurnius Bibulus, romersk politiker, konsul 59 f.Kr.